# Nikolina Orlović
Nikolina Orlović  ili Nikki Adler (Augsburg, 2. travnja 1987.) njemačka je boksačica hrvatskog podrijetla. Nikolina živi u Augsburgu.
Bila je pet puta njemačka prvakinja (2004., 2007., 2008., 2009., 2010.) i hrvatska prvakinja 2008. godine. 
Višestruka je i aktualna svjetska prvakinja u boksu, i to u nekoliko kategorija. Aktualna je svjetska prvakinja prema WBU i WIBA i europska prvakinja prema WIBF u supersrednjoj kategoriji. 

## Životopis
Rodila se je u Njemačkoj 1987. godine u obitelji Hrvata, oca iz Udbine i matere iz Karlovca. Još kao dijete zanimala se za borilačke sportove. Voljela je filmove Brucea Leeja i borbe Mikea Tysona. Od sedme godini trenirala je taekwondo, zatim Allkampf. Trenirala je i rukomet i košarku. Tražila se je u izboru športa i naposljetku se opredijelila sasvim za borilačke športove. U dobi od 15 godina Nikolina Orlović počela se baviti kickboxingom. Tada se je otkrivena njezina iznimna nadarenost. Do 17. je godine trenirala kick-boks i od tada je u boksu. Nakon završene srednje škole zaposlila se u Njemačkoj pošti.
U početku je nastupala za Hrvatsku. Borila s na europskom prvenstvu 2008. gdje je osvojila brončano odličje čime je bila prva Hrvatica koja je osvojila odličje u tom športu. Na svjetskom prvenstvu koje je bilo 2008. osvojila je 5. mjesto. Premda je nastupala za Hrvastku, u istom je razdoblju natjecala na njemačkom prvenstvu. Njemački boksački savez vršio je pritisak na nju da nastupa za Njemačku, pri čemu su joj obećavali bolje uvjete. S obzirom na to da za nastupe pod hrvatskom zastavom nije dobila nikakvu financijsku potporu, a jer joj je njemačko državljanstvo pružalo bolje uvjete treniranja i natjecanja te je 2010. uzela njemačko državljanstvo, što nije bilo teško postići kao stanovnici Njemačke rođenoj u Njemačkoj. Sponzori su bili dostupniji, no kako se u Njemačkoj ne može raditi marketing s imenom "Nikoline Orlović", promijenila je ime pod kojim nastupa, pa je skratila ime od Nikolina u Nikki, a prezime Orlović sam prevela u Adler. 
Prešla je u profesionalni boks. Sljedeće godine prvakinja je Njemačke. Svjetska prvakinja postala je 2012. godine. 
Dobila je nagradu Večernjakova domovnica 2013., kao najbolja hrvatska profesionalna športašica u iseljeništvu. 

## Vanjske poveznice
- Nikki Adler na stranici BoxRec  Arhivirana inačica izvorne stranice od 20. kolovoza 2013. (Wayback Machine)
- Zane Brige vs. Nikki Adler, Dailymotion
- Nikolina Orlović na Facebooku - Hrvatska noć u Frankfurtu na Majni
- Nikolina Orlović na Facebooku